# Отър Тейл (окръг, Минесота)
Окръг Отър Тейл (на английски: Otter Tail County в превод Видрова опашка) е окръг в щата Минесота, Съединени американски щати. Площта му е 5763 km², а населението - 56 588 души. Административен център е град Фъргъс Фолс.